# Antônio Ederaldo de Santana
Antônio Ederaldo de Santana (Olindina, 16 de abril de 1975) é um prelado brasileiro da Igreja Católica, atual bispo de Irecê.

## Biografia
Cursou o ensino fundamental (primário e ginasial) em Olindina e curso de técnico em Contabilidade na cidade de Catu. Ingressou no seminário propedêutico na Arquidiocese de São Salvador da Bahia. De 1997 a 2002, cursou teologia e filosofia na Universidade Católica de Salvador, onde concluiu bacharelado em teologia.
Foi ordenado diácono em 16 de julho de 2002, por Dom Jaime Mota de Farias, e recebeu a ordenação presbiteral em 22 de dezembro de 2002, de Dom Paulo Romeu Dantas Bastos, sendo incardinado na Diocese de Alagoinhas.
Após sua ordenação, foi vigário paroquial em Nova Soure de 2003 a 2005, mesmo período em que também foi coordenador diocesano da Pastoral da Juventude e concluiu o curso de Especialização em Juventude. De 2005 a 2006, foi vigário paroquial na Catedral de Santo Antônio. De 19 de fevereiro de 2006 a 2023, foi pároco da paróquia Nossa Senhora do Livramento, em Rio Real.
De 2007 a 22 de março 2021 também foi vigário-geral da diocese de Alagoinhas. Também foi coordenador diocesano da Pastoral do Dízimo e diretor espiritual diocesano da Renovação Carismática Católica. De 22 de março de 2021 a 17 de dezembro de 2022 exerceu a função de administrador diocesano por nomeação do metropolita cardeal Sérgio da Rocha. Cessada a administração, volta a ser o vigário-geral de Alagoinhas.
Em 23 de setembro de 2023, o Papa Francisco o nomeou como bispo de Irecê. Recebeu a ordenação episcopal em 25 de novembro do mesmo ano, no Estádio Municipal Roberto Santos de Rio Real (Bahia), de Dom Francisco de Oliveira Vidal, bispo de Alagoinhas, coadjuvado pelo cardeal arcebispo de São Salvador da Bahia Dom Sérgio da Rocha, e por Dom Tommaso Cascianelli, C.P., bispo emérito de Irecê e seu antecessor.